# Емине Ердоган
Емине Ердоган (на турски: Emine Erdoğan, произношението е по-близо до Ердоа̀н) е настоящата първа дама на Турция и съпруга на Реджеп Тайип Ердоган.

## Ранен и личен живот

### Ранен живот
Емине Ердоган е родена като пето дете и единствена дъщеря на Джемал и Хайрие Гюлбаран в Юскюдар, Истанбул. Семейството ѝ произхожда от югоизточната провинция Сиирт и има арабски произход.
Получава образованието си в Истанбулското професионално вечерно училище за момичета Mитхатпаша. Тя обаче не се дипломира. От младостта си се занимава активно с обществена дейност. Ердоган е сред членовете-учредители на „Асоциацията на жените идеалисти“, както тя самата я нарича. Тя проследява отблизо събитията, организирани от Националния турски студентски съюз и Дамската фондация за наука и култура. През този период тя се запознава с Реджеп Тайип Ердоган и сключва брак с него.

### Личен живот
Реджеп Тайип Ердоган и Емине Гюлбаран се женят на 4 юли 1978 г. Двойката има четири деца: Ахмет Бурак, Неджметин Билял, Есра и Сюмейе.

## Политическа кариера
Ердоган служи като член-учредител на Административния съвет на провинциалния женски клон на Партията на благоденствието, когато Реджеп Тайип Ердоган е избран за провинциален ръководител за Истанбул и тя поставя началото на една ера, която проправя пътя за активното участие на жените в политиката в Турция. Тя стартира женско движение, което допринася за успеха на партията Refah на изборите през 1994 г.
След като съпругът ѝ Реджеп Тайип Ердоган е избран за кмет на Истанбул, тя участва в различни проекти за социална отговорност. Тя допринася за създаването на коридор за помощ между различни социални групи, като инициира традицията на „масите ифтар, където се срещат бедните и богатите“, която все още се поддържа от кметствата на Партията на справедливостта и развитието.
Ердоган ръководи основаването на „Център за социално развитие“ (TOGEM) през 2005 г. и подкрепя проекти, свързани с образованието на жени и деца.
Със съпругите на губернаторите от всички турски вилаети тя води кампания за подобряване на условията на живот на жените, възрастните хора, ветераните и семействата на мъчениците. Проектът, който е отличен със „Златен компас“, наградата на академията за връзки с обществеността, в категорията за най-добър публичен проект, привлича интерес сред проектите, цитирани от ООН. Проектът продължава под егидата на Ердоган от 2012 г.
След атаките срещу Газа през 2009 г. тя приема съпругите на западните и арабските лидери и призовава целия свят да „спре войната“. През 2012 г. Ердоган лично отива в Мианмар, за да наблюдава ситуацията там въпреки критичните заплахи за сигурността и предоставя хуманитарна помощ на региона.
Емине Ердоган играе активна роля в противопоставянето на детските бракове, заявявайки ясно, че: „Принудителните детски бракове са очевидно неприемливи при каквито и да е условия“.

### Проекти под егидата на Емине Ердоган

#### Доброволни пратеници
„Проектът „Доброволни пратеници в социалното развитие“ (на турски: Gönül Elçileri), изпълняван от Министерството на семейството и социалните политики и подкрепен от Емине Ердоган, е проект за социална отговорност, фокусиран върху повишаване на осведомеността и насърчаване на „доброволчеството“ и стремеж към нуждите от човешки ресурси, които ще допринесат за социалното развитие. Начинанието, което работи от 2012 г., има подполета като „Защитна семейна услуга“ и „Професионално обучение за жени“.

#### Хайде момичета, хайде на училище
С Министерството на националното образование Ердоган стартира кампания в цялата страна за разрешаване на проблема с момичетата, на които семействата им не позволяват да ходят на училище. „Хайде, момичета, да тръгваме на училище“ (на турски: Haydi Kızlar Okula) е проект, осъществяван в координация с Министерството на националното образование и УНИЦЕФ с подкрепата и ангажиментите на съответните обществени институции, неправителствени организации и местни администрации. Целта на проекта е да осигури 100% училищно обучение и равенство между половете в образованието за момичета в начална училищна възраст (6 – 14 години), които са извън образователната система, които са напуснали или отсъстват от училище.

#### Майки и дъщери на училище
Ердоган продължава усилията си в образованието с кампанията „Майки и дъщери на училище“ (на турски: Ana-Kız Okuldayız), която сама наименува. Кампанията, стартирана от Министерството на националното образование, е инициирана през 2008 г. Целевата аудитория на проекта са млади момичета и жени, които са в бедност от социално-икономическа гледна точка, които не са имали достъп до възможности за образование и са над възрастта за задължително образование.

#### 7 е твърде късно
Кампанията „7 е твърде късно“ (на турски: 7 Çok Geç) се провежда от Фондацията за образование на майката и детето (AÇEV) с цел повишаване на осведомеността и укрепване на значението на образованието в ранна детска възраст, което децата трябва да получат във възрастта 0 – 6 години и гарантиране, че всяко дете в Турция може да се възползва от предучилищното образование.

#### Плодородни гори
На 21 март 2015 г., на Международния ден на горите, проектът „Плодородни гори“ (на турски: Bereket Ormanları) е иницииран от Министерството на горите и водите, който има за цел да разшири зелените площи в Турция и да използва ефективно горите.

#### Аз защитавам бъдещето си
Проектът „Аз защитавам бъдещето си“ (на турски: Geleceğimi Koruyorum), стартиран със сътрудничеството на Министерството на националното образование и Министерството на земеделието и горите, има за цел да повиши осведомеността за опазването на земните и водните ресурси сред новите поколения. Проектът, който стартира в 30 града, цели да запознае децата със земята, семената и растенията.

#### Пазар на африкански занаяти и Дом на културата
Проектът „Африкански пазар на занаяти и културен дом“ (на турски: Afrika El Sanatları Pazarı ve Kültür Evi) се стреми да допринесе за решаването на проблемите на африканските жени, свързани с образованието и здравеопазването, чрез маркетинг без печалба на продукти, ръчно изработени от африкански жени. Освен това проектът има за цел да функционира като място за среща на африканските култури и да допринесе за задълбочаване на отношенията между Турция и Африка.

#### Нулеви отпадъци
Проектът „Нулеви отпадъци“ (на турски: Sıfır Atık), ръководен от Министерството на околната среда и градоустройството, има за цел да предотврати разхищението, да намали количеството отпадъци и да насърчи рециклирането на отпадъци. Той също така цели инсталирането на ефективна система за събиране.

## Спорът за Хермес
През юни 2020 г. съд разпорежда да се блокира достъпът до уеб страниците на Eкши Сьозлук, които се фокусират върху Емине Ердоган, носеща чанта Hermès. През същия месец журналистът от Eвренсел Ендер Имрек се явява в съда, за да бъде изправен пред обвинение, че не е направил положителен репортаж за нея, докато я критикува, че носи чанта Hermès на стойност $50 000.

## Почести и похвали
На 7 декември 2010 г. министър-председателят на Пакистан Сайед Юсуф Раза Гилани връчва пакистанския Нишан-е-Пакистан на Емине Ердоган, като признание за нейните усилия за пострадалия от наводненията народ на Пакистан. През октомври 2010 г. Ердоган посещава Пакистан и засегнатите от наводненията райони, за да стане свидетел на опустошенията, причинени от наводненията, и допринася значително в кампанията за набиране на средства за подпомагане на жертвите на наводненията в страната.
На 16 февруари 2011 г. Емине Ердоган получава наградата Prix de la Fondation от Форума на Кран Монтана на церемония в Брюксел.